# Мальтцаны
Мальтцаны (нем. Maltzahn или нем. Maltzan) — древний мекленбургский дворянский род.
Первым из известных его представителей является судья Бернардус де Мульсан, упоминаемый в Исфридском договоре о разделе 1194 года. Родословное дерево начинается с Лудольфа Мольтцана, гадебушского воина в 1256—1283 годах. В роду Мальтцанов насчитывается несколько ветвей: грубенгагенская, пенцлинская, вартенбург-миличская и заровская.
После объединения Германии в 1990 году некоторым представителям рода Мальтцанов удалось вернуть национализированные после Второй мировой войны сельскохозяйственные угодья в Мекленбурге — Передней Померании.